# Supermanevrirnost
Supermanevrirnost je sposobnost lovskih letal, da izvajajo manevre, ki ne bi bili mogoči samo z uporabo aerodinamike. Prva supermanevrirna lovca sta bila Su-27 in MiG-29, ki sta se pojavila v 1980ih. Lockheed Martin F-22 Raptor je bil prvi neruski supermanevrirni lovec. Danes je supermanevrirnost standard na skoraj vseh lovcih četrte in pete generacije. Supermanevrirnost je zaželena v letalskih dvobojih in poveča možnost preživetja, če se lovec izmika raketi zrak-zrak.
Supermanevrirna letala po navadi uporabljajo usmerjevalnik potiska. Bolj preprosti se premikajo v eni osi (po višini), bolj sofisticirani pa v dveh oseh - po višini in smeri. Sodobni lovci imajo zelo močne motorje, v nekaterih primerih je potisk večji od teže letala. 